# Alison (football, 1995)
Pour les articles homonymes, voir Alison.
Alison Henrique Mira, plus communément appelé Alison est un footballeur brésilien né le 1er décembre 1995 à Santa Cruz do Rio Pardo. Il évolue au poste d'attaquant.

## Biographie
Alison joue au Brésil et au Japon.
Il dispute avec le club du Shonan Bellmare, 12 matchs en première division japonaise, inscrivant deux buts.
Il marque six buts en deuxième division brésilienne lors de la saison 2016 avec l'Atlético Goianiense, remportant par la même occasion le titre de champion.

## Palmarès
- Champion du Brésil de D2 en 2016 avec l'Atlético Goianiense